# Фестиваль скорости в Гудвуде
Фестиваль скорости в Гудвуде — ежегодные соревнования по подъёму на холм с участием исторических гоночных автомобилей, которые проводятся с 1993 года в конце июня или начале июля на территории загородного дома Гудвуд Хаус в Западном Суссексе, Великобритания. Мероприятие запланировано таким образом, чтобы не совпадать по времени проведения с этапами Формулы-1, что позволяет болельщикам и просто заинтересованным зрителям ознакомиться с историческими болидами F1, а также автомобилями и мотоциклами.
В первые годы существования фестиваля десятки тысяч людей посещали мероприятие. В настоящее время его посещает около 100 000 человек в каждый из трёх дней, в течение которых длится фестиваль. Рекордное количество зрителей (158 000) посетило событие в 2003 году. В настоящее время количество мест ограничено числом в 150 000.

## История

### Основание
Фестиваль скорости в Гудвуде был основан в 1993 году лордом Марчем, который желал возродить историю автоспорта на своих землях. После получения прав на поместье в начале 1990-х годов лорд Марч хотел проводить автомобильные соревнования на автодроме в Гудвуде, однако у него не имелось необходимого разрешения на проведение гонок. По этой причине он решил организовать трассу на собственном имении. При небольшом количестве участников, состоящих из приглашенных исторических автомобилей, первое мероприятие, которое состоялось в воскресенье 13 июня, оказалось вполне успешным. Оно привлекло 25 000 зрителей, несмотря на то, что дата проведения совпала с гонкой 24 часа Ле-Мана. В связи с этим лорд решил пересмотреть даты проведения мероприятия таким образом, чтобы оно более не пересекалось ни с Формулой-1, ни с иными популярными чемпионатами.
В 1994 году продолжительность заездов увеличилась на один день, что сделало фестиваль мероприятием выходных дней. В 1995 году продолжительность вновь была увеличена и теперь уже составляла три дня, затрагивая пятницу. В 2010 году к основным событиям было добавлено шоу «Moving Motor Show», которое проходит в четверг перед основными заездами.

### Основные особенности

#### Восхождение на возвышенность

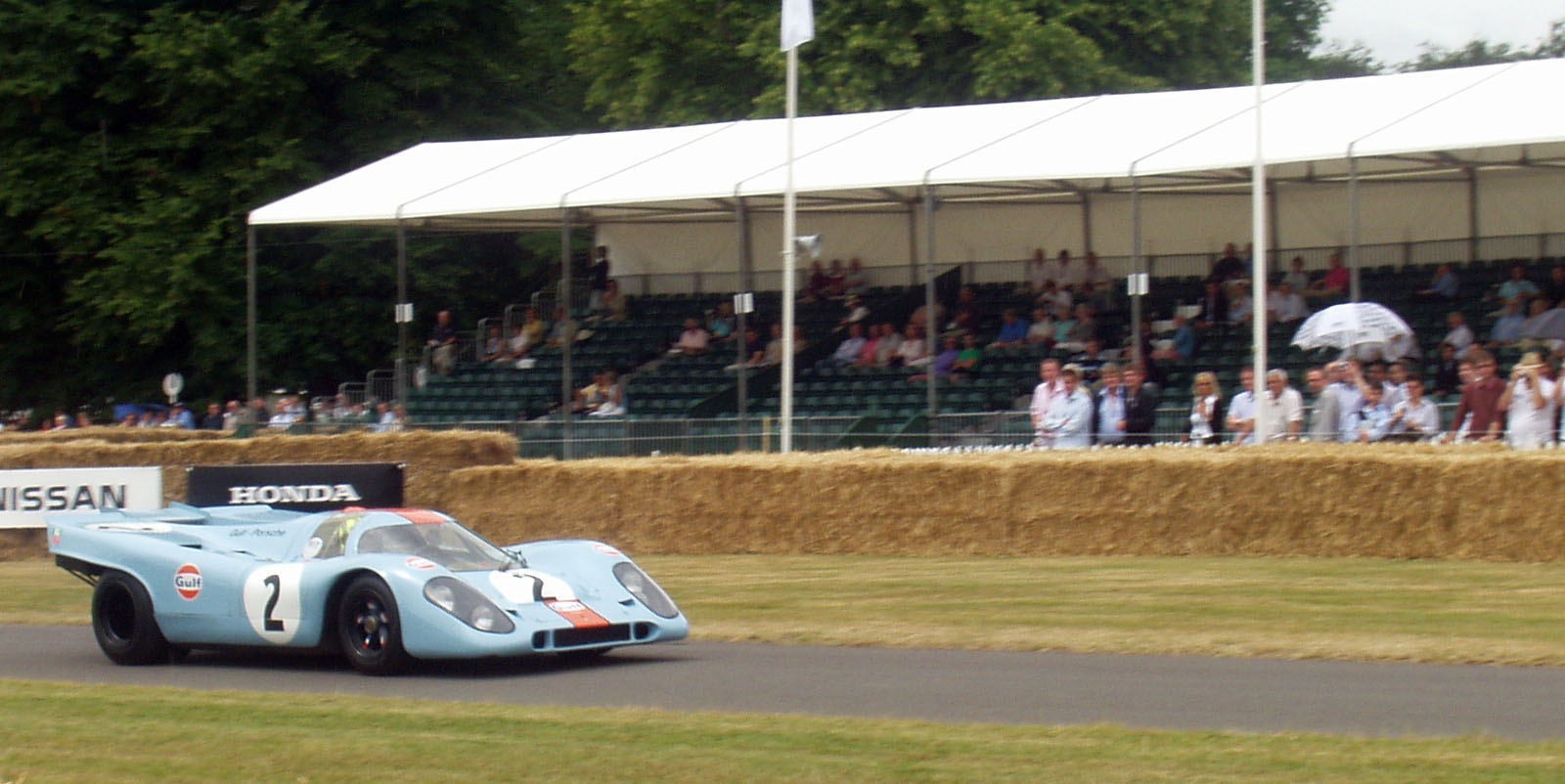
Porsche 917 1970 года при восхождении на возвышенность на Фестивале Скорости 2006 года

Благодаря классификации мероприятия как восхождения на возвышенность, его расположению и желанию организаторов отразить стиль и историю автоспорта, посетители получают возможность поближе рассмотреть всё происходящее, будучи отделёнными от дороги лишь на несколько метров. Зрители могут свободно ходить вокруг нескольких огороженных участков, где хорошо просматриваются автомобили и их водители. Атмосфера фестиваля скорости в целом поощряет участие болельщиков.
Перепад высоты трассы для восхождения составляет 92,7 метра со средним градиентом в 4,9 %. Рекордное время прохождения данного участка было установлено в 2022 году Максом Чилтоном на автомобиле McMurtry Spéirling — 39,08 секунды. По соображениям безопасности автомобилям Формулы-1 более не разрешено делать официальные подсчёты времени заездов, поэтому мероприятие больше сосредотачивается на шоу. В 2006 году Хейкки Ковалайнен проехал трассу на автомобиле Renault R25 F1 и неофициальные замеры показали время ниже 40 секунд.
В 2016 году в честь 40-летнего юбилея победы Джеймса Ханта на чемпионате мира F1, компания McLaren предоставила автомобиль P1 GTR, который взобрался на возвышенность под управлением Бруно Сенны.

#### Ралли в лесу
С 2005 года на вершине холма в лесу располагается демонстрационная площадка для раллийных автомобилей. Первоначально (в 2005 году) трасса, проходившая через лес, была расширена, благодаря чему раллийные автомобили проезжали вниз через лес, поворачивая на участке асфальтированной дороги за пределами леса, и возвращались обратно. По этой причине автомобили могли участвовать в мероприятии только в порядке очереди.
В 2006 году вся площадь леса была предоставлена в распоряжении раллийного этапа фестиваля. Проектирование было доверено Ханну Миккола. В результате была построенная полноценная трасса с отдельным стартом и финишем, что увеличило пропускную способность трассы.

#### Проезд суперкаров
Начиная с 2000 года в рамках фестиваля по воскресеньям проводится заезд дорожных суперкаров. Многие компании-производители используют данное мероприятие для демонстрации собственных новейших спортивных автомобилей, а также выпущенных серийных и концептуальных моделей.

#### Cartier Style et Luxe
С 1995 года во время проведения фестиваля организовывается особый автосалон, который проходит в западной части от особняка. Мероприятие имеет тот же формат, что и «d’Elegance Pebble Beach Concours». Вход, обычно, предоставляется по приглашению. В отличие от большинства схожих конкурсов, представленные на «Cartier Style et Luxe» модели оцениваются группой избранных судей, состоящих из знаменитых автомобильных дизайнеров со всего мира.

#### Moving Motor Show
В 2010 году в программу фестиваля было добавлено мероприятие «Moving Motor Show», связанное с отменой Британского Международного автосалона, и направленное исключительно на покупателей новых автомобилей. В рамках данного события любой желающий имеет возможность протестировать представленные автомобили. Дебют мероприятия ознаменовал проезд новой модели McLaren MP4-12C.

## Монументы
| Год  | Фото                                                                                            | Производитель     | Представленные автомобили                                                                         | Комментарий | Источник                   |
| ---- | ----------------------------------------------------------------------------------------------- | ----------------- | ------------------------------------------------------------------------------------------------- | --- | -------------------------- |
| 1997 |                                                                                                 | Ferrari           | Ferrari F310B                                                                                     | 50-й юбилей | [ 5 ] [ 6 ]                |
| 1998 |                                                                                                 | Porsche           | Porsche 936/81 Porsche 917-20 "Pink Pig" Porsche 917 LH Porsche 956 Porsche 911 GT1               | 50-й юбилей | [ 5 ] [ 6 ] [ 7 ]          |
| 1999 |                                                                                                 | Audi              | Audi Avus quattro Auto Union Type C Streamliner                                                   | Изображает банковское дело Avus, как будто автомобили мчатся вместе. Streamliner - это реплика, созданная специально для шоу. | [ 5 ] [ 6 ] [ 7 ] [ 8 ]    |
| 2000 |                                                                                                 | Jaguar            | Jaguar E-Type Jaguar XK120 Jaguar C-Type Jaguar D-Type Jaguar XJR-5 Jaguar XJR-8                  | Изображает колыбель кошки. Празднование своего дебюта F1 | [ 6 ] [ 7 ]                |
| 2001 |                                                                                                 | Mercedes-Benz     | Mercedes-Benz 300SL                                                                               | 100-й юбилей, похожий на поток жидкости, падающий и распространяющийся, когда он врезается в землю. | [ 6 ] [ 9 ]                |
| 2002 |                                                                                                 | Renault           | Renault RS01 Renault RE40 Renault RE60 Williams FW14 Benetton B195 Williams FW18 Renault R202     | Почитание его возвращения в гонках F1. Изображение пера | [ 5 ] [ 10 ]               |
| 2003 | The Ford Central Display at the 2003 Goodwood Festival of Speed. Designed by Gerry Judah        | Ford              | Ford GT40 Mk. II                                                                                  | 100-й юбилей. Изображение 1966 год 24 часа гонки Ле-Мана и его знаменитый финиш. Поскольку фактические автомобили были на ходу, отображаемые являются репликами. | [ 5 ] [ 11 ]               |
| 2004 | The Rolls Royce Central Display at the 2004 Goodwood Festival of Speed. Designed by Gerry Judah | Rolls-Royce       | Supermarine S.6 Campbell-Railton Blue Bird Bluebird K4 replica                                    | 100-й юбилей, что свидетельствует о превосходстве бренда в рекордно короткие сроки по суше, морю и воздуху | [ 12 ]                     |
| 2005 |                                                                                                 | Honda             | Honda RA272 Honda RA300 Lotus 99T Williams FW11 McLaren MP4/4 BAR 006                             | Впервые оружие переместилось, подняв и опустив автомобили. | [ 5 ] [ 13 ] [ 14 ]        |
| 2006 | The Renault Central Display at the 2006 Goodwood Festival of Speed. Designed by Gerry Judah     | Renault           | Renault Type AK 90CV Renault R26                                                                  | 100-й юбилей гонок Гран-при. Используется в качестве приюта для автомобилей Формулы-1, предназначенных для передачи звука. Используя ноутбук, автомобили могут производить музыку из своего двигателя. Были выполнены две мелодии, одна из которых - God Save the Queen. | [ 15 ]                     |
| 2007 |                                                                                                 | Toyota            | Toyota TS010 Toyota Celica GT-Four Toyota GT-One Lola B2/00 Toyota TF107                          | Вдохновленный традиционными воротами тории. Празднование 75-летия и 50-й юбилей участие в автоспорте. | [ 5 ] [ 16 ] [ 17 ] [ 18 ] |
| 2008 |                                                                                                 | Land Rover        | Land Rover Defender Land Rover Discovery Land Rover Freelander Range Rover                        | 60-й юбилей обозначая сущность бренда «любая местность», изображая скалу. | [ 16 ] [ 19 ]              |
| 2009 |                                                                                                 | Audi              | Audi R8 Auto Union Type C Streamliner                                                             | 100-й юбилей скульптура, изображающая дорогу от рулевого до R8, образуя петлю перед домом. | [ 5 ] [ 16 ] [ 20 ] [ 20 ] |
| 2010 |                                                                                                 | Alfa Romeo        | Alfa Romeo P2 Alfa Romeo 8C Competizione                                                          | 100-й юбилей | [ 5 ] [ 16 ] [ 21 ]        |
| 2011 |                                                                                                 | Jaguar Cars       | Jaguar E-Type                                                                                     | Празднование 50-го юбилея модели | [ 16 ] [ 22 ]              |
| 2012 |                                                                                                 | Lotus             | Lotus 49 Lotus 79 Lotus 99T Lotus E20                                                             | «Прошлое, настоящее и будущее» | [ 16 ] [ 23 ]              |
| 2013 |                                                                                                 | Porsche           | Porsche 911 Carrera RS 2.7 Porsche 911 991                                                        | 50-й юбилей модели 911 | [ 16 ] [ 24 ]              |
| 2014 |                                                                                                 | Mercedes-Benz     | Mercedes-Benz W25 Mercedes AMG W04                                                                | 120 лет в автоспорте: арка над Домом Гудвуда | [ 16 ] [ 25 ]              |
| 2015 |                                                                                                 | Mazda             | Mazda 787B Mazda LM55 Vision Gran Turismo                                                         | | [ 16 ] [ 26 ]              |
| 2016 | The BMW Central Display at the 2016 Goodwood Festival of Speed. Designed by Gerry Judah         | BMW               | BMW 328 Mille Miglia Roadster, Brabham-BMW BT52 & BMW V12 LMR                                     | BMW Motorsport | [ 27 ] [ 28 ] [ 29 ]       |
| 2017 |                                                                                                 | Bernie Ecclestone | Connaught Type B Lotus 72 Brabham BT49 Ferrari F2001 Mercedes F1 W07                              | В 2017, впервые Центральная особенность праздновала человека, а не марку: Берни Экклстоун, человека, ответственного за превращение Формулы 1 в многомиллиардный глобальный феномен.                                                                                      | [ 30 ]                     |
| 2018 |                                                                                                 | Porsche           | Porsche 356 Porsche 917 Porsche 959 Porsche 918 Spyder Porsche 919 Le Mans Prototype Porsche 911R | 70 лет со дня начала производства Porsche. |                            |
| 2019 |                                                                                                 | Aston Martin      | Aston Martin DBR1                                                                                 | 70 лет после первой гонки Aston Martin в Гудвуде, когда W.G. Bingley финишировал 10-м и 60-летием после их 1-2 победы в Ле-Мане. |                            |

## Результаты заездов
| Ранг               | Год  | Водитель          | Автомобиль                      | Лучшее время |
| ------------------ | ---- | ----------------- | ------------------------------- | ------------ |
| 1                  | 2019 | Ромен Дюма        | Volkswagen ID R                 | 0:39.90      |
| 2                  | 1999 | Ник Хайдфельд     | McLaren MP4/13                  | 0:41.60      |
| 3                  | 2003 | Грэм Уайт младший | Gould GR51                      | 0:42.90      |
| 4                  | 2008 | Джастин Лоу       | Jaguar XJR8/9                   | 0:44.19      |
| 5                  | 2009 | Джастин Лоу       | Jaguar XJR8/9                   | 0:44.40      |
| 6                  | 2014 | Себастьен Лёб     | Peugeot 208 T16 Pikes Peak      | 0:44.60      |
| 7                  | 2009 | Гари Уорд         | Leyton House-Judd CG901B        | 0:44.64      |
| 8                  | 2015 | Олли Кларк        | Subaru Impreza «Gobstopper II»  | 0:44.91      |
| 9                  | 2014 | Михаэль Бартельс  | Maserati MC12 Goodwood Cent 100 | 0:45.82      |
| 10                 | 2013 | Джастин Лоу       | Jaguar XJR8/9                   | 0:45.95      |
| Источник: Top Gear |      |                   |                                 |              |